# Jean Chantavoine
Jean Chantavoine (17. maj 1877 i Paris - 16. juli 1952 i Mussy-sur-Seine) var en fransk musikforfatter.
Chantavoine studerede blandt andet i Berlin under Max Friedländer og virkede fra 1903 i Paris som musikreferent og forfatter. Hans navn var særlig knyttet til den fortjenstfulde samling Les maîtres de la musique, hvilken han redigerede, og hvortil han har skrevet en Beethoven-biografi (1907) og en Liszt-biografi (1910). Chantavoine var også udgiver af en fransk oversættelse af Beethovens breve i udvalg (Correspondance de Beethoven 1904), har skrevet Musiciens et poètes (1912), Pages romantiques de Liszt (Paris og Leipzig) og oversat Wagners Niebelungenring og Parsifal på fransk.